# Скіф-230А
КЗС-9-2 «Скіф» — сімейство українських зернозбиральних комбайнів, що випускаються Херсонським машинобудівним заводом.

## Опис
Комбайн КЗС-9-2 «Скіф-230» - представлений в 2012 році і є модернізаваною версією комбайна «Славутич». Комбайн призначений для прямого і роздільного збору зернових колосових культур, а з використанням спеціальних пристосувань, може використовуватися для збору різноманітних олійних, зернобобових, круп’яних культур, насінників трав, кукурудзи на зерно та інших.
Комбайн може бути укомплектований жниварками для збирання кукурудзи КМС-8, жниварками для збирання соняшника ПЗС-8 і ПЗС-12, а також пристосуванням для збирання ріпаку ПЗР-6.
Комбайн оснащений кондиціонером та системою автоматизованого вимірювання та контролю (САІК) «Вулкан» з бортовим комп'ютером і кольоровим дисплеєм з діагоналлю 8,4 дюйма.

## Технічні характеристики
Комбайни КЗС-9-2 «Скіф-230» комплектуються дизельними двигунами ЯМЗ-238АК-4.
- Потужність двигуна — 235 к.с. при 2000 об/хв
- Крутний момент — 932 Нм при 1300-1500 об/хв
- Ширина захвату жатки — від 6 до 8,6 м
- Пропускна здатність молотарки — 9,5 - 11 кг/сек
- Об'єм бункера — 6,7 м3
- Діаметр барабана, мм — 700
- Ширина молотарки — 1500

## Модифікації
Існують наступні модифікації комбайнів:
- КЗС-9-2 «Скіф-230», КЗС-9-2 «Скіф-230А» - базові зернозбиральні комбайни з двигуном потужністю 235 к.с.
- КЗС-9-2 «Скіф-250» - модифікація з двигуном потужністю 250 к.с.
- КЗС-9-2 «Скіф-250р» - модифікація «Скіф-250» призначена для збирання рису.
- КЗС-9-2 «Скіф-290» - дослідна модель з двигуном потужністю 290 к.с. з пропускною здатністю 10 та 12 кілограмів зерна в секунду.
- КЗС-9-2 «Скіф-330 "Полісся"» - дослідна модель з двигуном потужністю 330 к.с. з пропускною здатністю 10 та 12 кілограмів зерна в секунду.